# 春風亭柳窓
春風亭 柳窓（しゅんぷうてい りゅうそう）は、落語家の名跡。
- （不明）柳窓 - 後∶二代目麗々亭柳昇
- 春風亭柳窓 - 本項にて記述
- 春風亭柳窓 - 後∶柳家金蔵

春風亭 柳窓（しゅんぷうてい りゅうそう、1885年（逆算） - 1921年10月4日）は、落語家。本名∶佐々木 吉郎。

## 経歴
四代目春風亭柳枝門下で五代目春風亭梅枝から春風亭柳窓となる。
1921年10月4日に36歳で死去。

## 人物
- 寄席紳士録に登場する。